# آلفا رومئو ۱۵۶
آلفارومئو ۱۵۶ (به انگلیسی: Alfa Romeo 156) خودرویی است که از سال ۱۹۹۷ تا ۲۰۰۷ توسط شرکت آلفا رومئو و در کشور ایتالیا تولید شده‌است. از این اتومبیل نخستین بار در سال ۱۹۹۷ در نمایشگاه بین‌المللی خودروی فرانکفورت پرده‌برداری شد.
طراحی آلفارومئو ۱۵۶ خودروهای موتور جلو-چهار چرخ متحرک بوده است. سیستم جعبه‌دندهٔ آن ۶ دنده به دو صورت خودکار و دستی است و در دو طرح سدان و استیشن واگن تولید گردید.

## نگارخانه

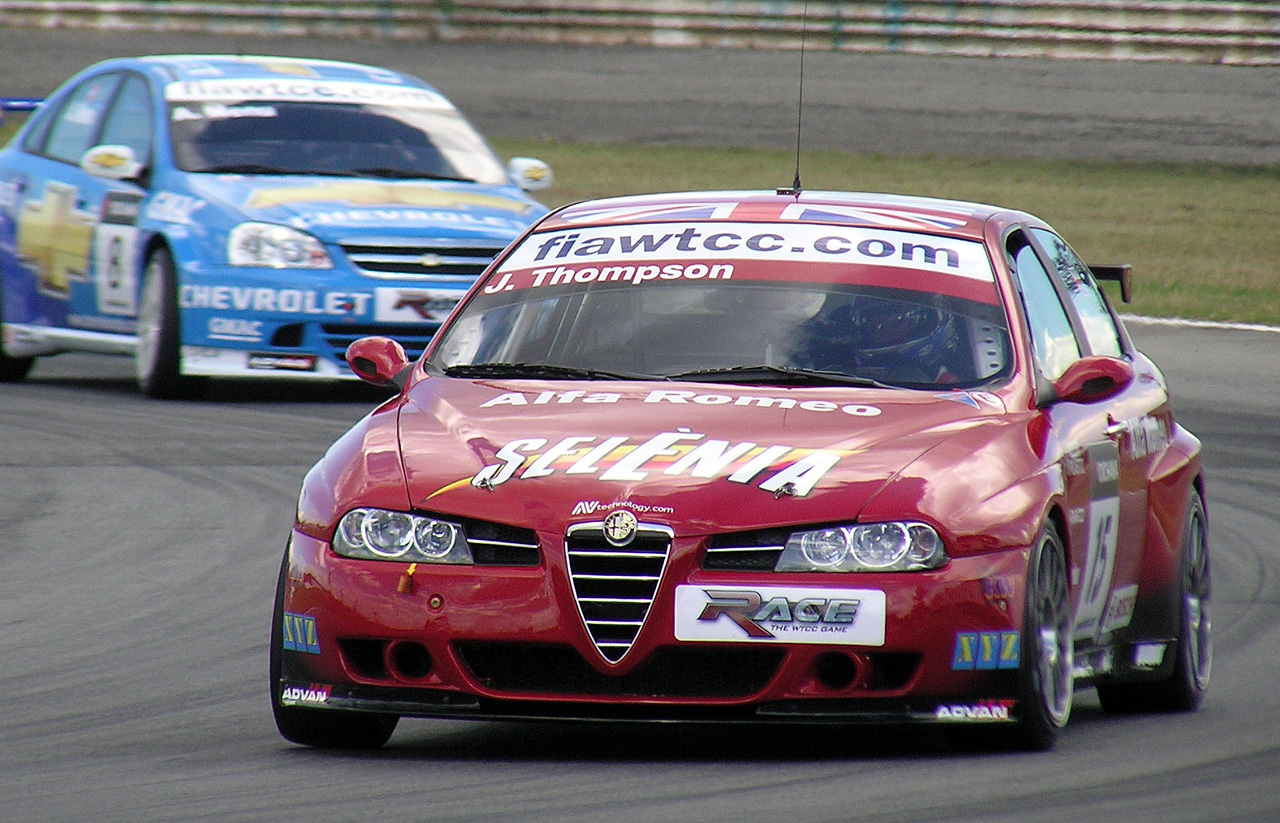
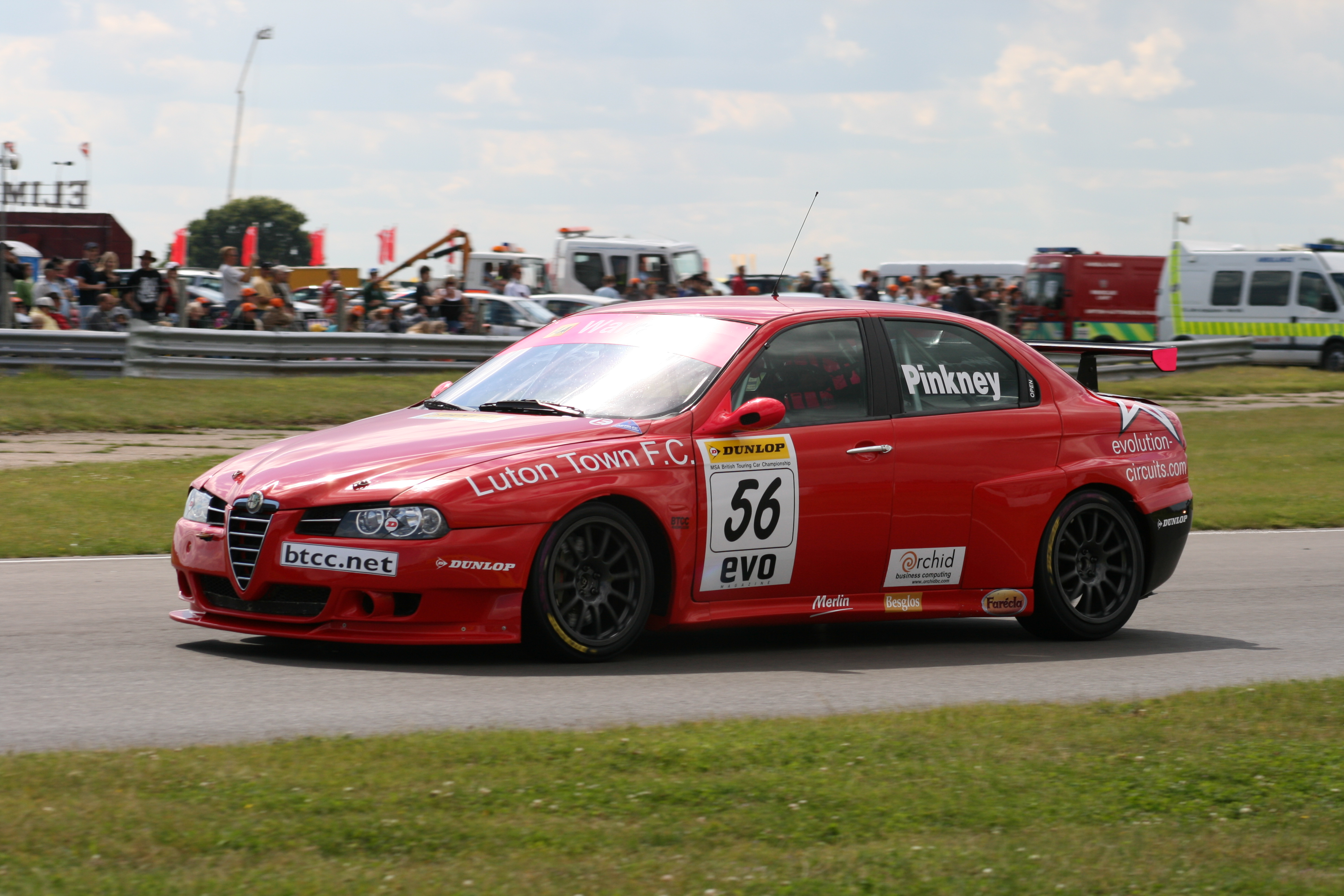
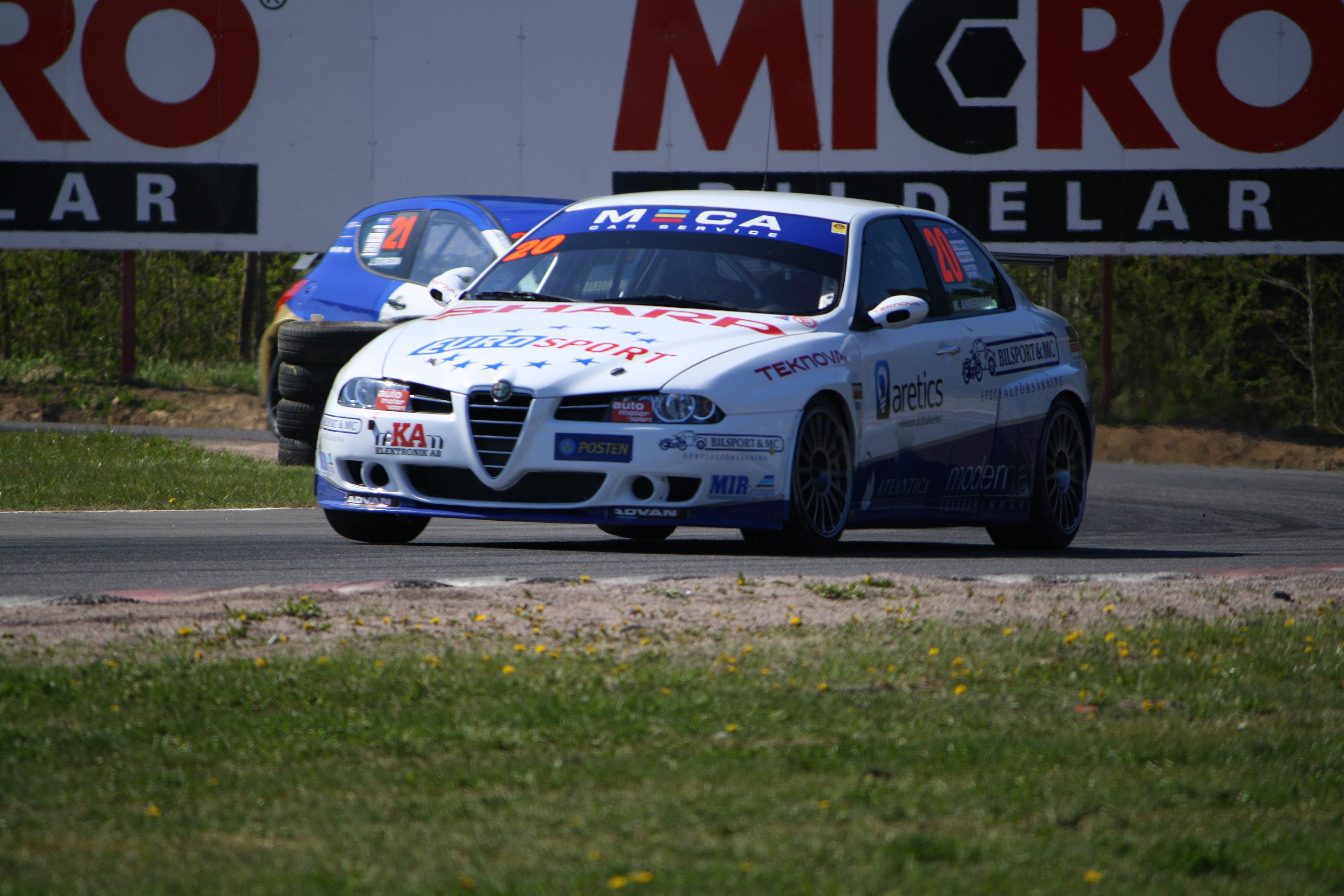
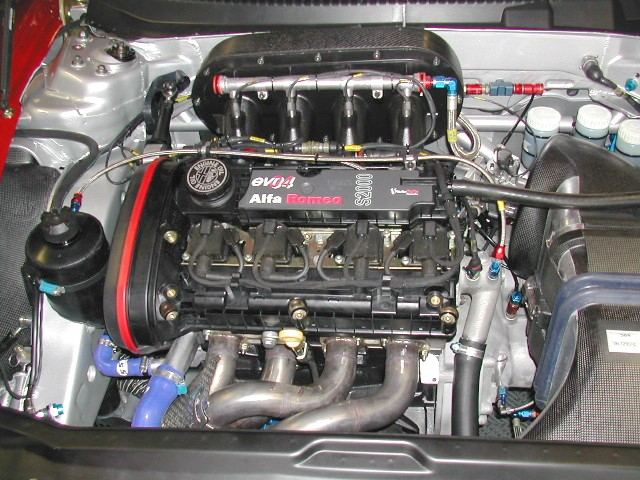